# Maris, Marthe, Audifax et Abacum
Saint Maris, son épouse sainte Marthe et leurs fils saints Audifax et Abacum furent martyrs à Rome en 270, pendant les persécutions auréliennes, sous le règne de Claude II le Gothique. Ils sont commémorés le 19 janvier selon le Martyrologe romain.

## Biographie
Originaire de Perse, cette famille distribua ses biens aux pauvres et se rendit en pèlerinage à Jérusalem puis à Rome. Le père et ses fils étaient médecins. Les secours que la famille apportait aux persécutés la signala à l'attention des autorités. Le juge Muscianus les fit torturer, mais ils n'abjurèrent pas. On les emmena à treize milles de Rome sur la Via Cornelia. Maris et ses fils furent décapités. Marthe fut noyée dans un puits ou un étang au lieu-dit Nymphæ Catabassi.

## Vénération
On avait ordonné de brûler les restes des martyrs, mais une certaine Felicita put en sauver une partie et les faire enterrer sur un terrain lui appartenant (Tenuta Boccea) le 20 janvier. Une église fut construite à cet emplacement, refaite et agrandie en 1789 à la demande du pape Pie VI. Depuis 2011, elle appartient à une entreprise privée spécialisée dans les réceptions de groupe. Une partie de leurs reliques fut envoyée à Eginhard, biographe de Charlemagne, qui les déposa au monastère de Seligenstadt. Les autres furent réparties dans quelques églises de Rome (pour certaines redécouvertes en 1590) et à Crémone ; mais c'est surtout à l'abbaye de Prüm en Allemagne (où la translation eut lieu en 752) que leurs reliques sont vénérées. 
Ces saints sont fêtés le 19 janvier chez les catholiques et le 6 juillet chez les orthodoxes. En 1969, ils furent exclus du calendrier catholique universel des saints parce qu'on ne sait rien de certain sur eux sinon leurs noms.